# Rod Morgenstein
Rod Morgenstein (ur. 19 kwietnia 1953 w Nowym Jorku) – amerykański perkusista,  wykładowca akademicki i publicysta. Rod Morgenstein znany jest przede wszystkim  z występów w zespołach Winger i Dixie Dregs. Współpracował także z grupami Fiona, Platypus, The Steve Morse Band oraz Jelly Jam. Nagrał także album w ramach Rudess/Morgenstein Project.
Wykłada w Berklee College of Music w Bostonie w stanie Massachusetts. Publikował na łamach takich czasopism jak Modern Drummer, Rhythm, Sticks, Drums & Percussion oraz Batteur.

## Wideografia
- Rod Morgenstein - Putting It All Together (1988, Alfred Publishing, VHS)
- Terry Bozzio, Joe Franco, Rod Morgenstein, Simon Phillips - Double Bass Drumming (2000, Warner Bros. Records, VHS)

## Publikacje
- Rod Morgenstein, Double Bass Drumming by Rod Morgenstein, Cherry Lane Music, 1985, ISBN 978-0895246912
- Rod Morgenstein, Rick Mattingly, The Drumset Musician, Hal Leonard Corporation, 1997, ISBN 978-0793565542
- Rod Morgenstein, Drum Set Warm-Ups: Essential Exercises for Improving Technique, Berklee Press Publications, 2000, ISBN 978-0634009655